# Catherine Hessling
Pour les articles homonymes, voir Hessling.
Catherine Hessling, nom d'artiste d'Andrée Madeleine Heuschling, est une actrice française née le 22 juin 1900 à Moronvilliers (Marne) et morte le 28 septembre 1979 à La Celle-Saint-Cloud (Yvelines).
Elle fut l'un des derniers modèles du peintre Auguste Renoir dont elle est la seconde muse après Gabrielle Renard. Elle deviendra la première épouse de son fils, le réalisateur Jean Renoir. C'est pour elle que celui-ci abandonna la céramique et débuta dans le cinéma. Il en fait l'héroïne de ses cinq premiers films muets tournés entre 1921 et 1928.

## Biographie
Fille de Amédée Heuschling, domestique, et de Eugénie Chamelot, Andrée Madeleine Heuschling naît à Moronvilliers le 22 juin 1900.

 
Andrée Heuschling, réfugiée à Nice pendant la guerre, dotée d'une beauté incomparable, « dernier cadeau de ma mère à mon père », fut envoyée à Auguste Renoir « par des amis de Nice », selon Jean Renoir, en fait par Henri Matisse qui trouvait qu'elle « ressemblait à un Renoir. » « Dédée » (surnom donné à l'académie de peinture) pose pour le maître (souvent nue), de 1915 jusqu'à la mort de Renoir, le 3 décembre 1919. 

« Sa peau repoussait encore moins la lumière que celle de tous les modèles que Renoir avait eus dans sa vie. Elle chantait d'une voix un peu fausse des refrains à la mode… était gaie et dispensait à mon père les effluves vivifiants de sa jeunesse épanouie. Andrée est l'un des éléments vivants qui aidèrent Renoir à fixer sur la toile le prodigieux cri d'amour de la fin de sa vie. »

On prête également au peintre cette confession : « Qu’elle est belle ! J’ai usé mes vieux yeux sur sa jeune peau et j’ai vu que je n’étais pas un maître mais un enfant.[réf. nécessaire] »
Elle figure sur plusieurs toiles d'Auguste Renoir : Les Baigneuses (musée d'Orsay) ou encore Le Concert (musée des beaux-arts de l'Ontario).
Jean, deuxième fils du peintre, tombe amoureux de la jeune fille, qu'il épouse le 24 janvier 1920,. Elle donne naissance à leur fils, Alain, le 31 octobre 1921.
Andrée Heuschling adore le cinéma et particulièrement les films américains où s'illustrent, à l’époque, des stars comme Gloria Swanson, Mae Murray et Mary Pickford. « Dédée copiait leurs manières, s'habillait comme elles. Dans la rue, les passants l'arrêtaient pour lui demander s'ils l’avaient vue dans tel ou tel film, américain bien entendu. » De cette passion commune sont nés un pseudonyme à consonance anglaise, Catherine Hessling, et le premier scénario écrit par Jean Renoir en 1924, Catherine ou Une vie sans joie. Albert Dieudonné en assura la réalisation. « Moi, je n'ai jamais voulu être vedette de cinéma, jamais ; c'est Renoir qui disait : j'userai s'il le faut de mon droit marital pour te faire tourner. » Jean Renoir confirme ces dires dans ses mémoires en insistant sur le fait qu'il n'a mis les pieds dans ce métier que dans l'espoir de faire de sa femme une vedette.

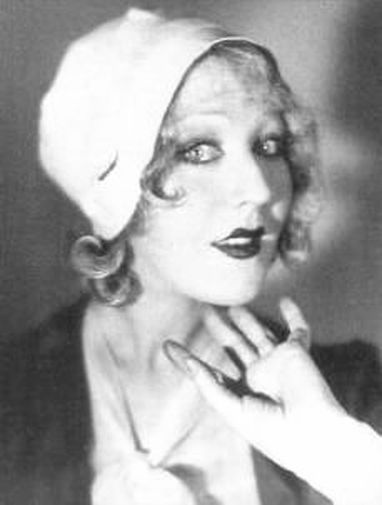
Catherine Hessling vers 1925.

Jean Renoir lui impose un maquillage très prononcé et vif, peu commun pour l'époque : la bouche et les yeux, d'un noir pénétrant, se détachent violemment sur le visage recouvert d'un fond de teint blanc. Catherine Hessling, avec l'air d'un clown noir et blanc, joue un rôle de servante niaise, en butte à la galanterie des hommes et à la médisance des femmes.
Loin d’être découragés par l'échec commercial de ce premier essai, Renoir et sa femme recommencent avec La Fille de l'eau, premier film réalisé par Renoir, mélodrame fluvial où Catherine, irréaliste, interprète une jeune fille martyrisée par un oncle marinier. En 1926, avec Nana, d'après l'œuvre d'Émile Zola, le grand public découvre Catherine Hessling, grâce aux affiches qui couvrent les murs de Paris. Pour lancer son film, Jean Renoir vend plusieurs toiles héritées de son père. Dans les salles, en revanche, les spectateurs ne sont pas assez nombreux pour permettre d'amortir l'énorme budget du film. Nana vaut toutefois à son auteur un début d'estime des milieux intellectuels et à sa vedette, Catherine Hessling, d'être comparée à Asta Nielsen et à Greta Garbo.
Catherine Hessling tourne ensuite, en 1927, avec Alberto Cavalcanti, cinéaste ami du couple, La P'tite Lili, bref mélodrame qui illustre une chanson populaire. Catherine retrouve Renoir pour La Petite Marchande d'allumettes, un conte d'Andersen, et Tire-au-flanc, où elle ne fait que deux apparitions.
Sa carrière est, déjà, pratiquement terminée. Dans Le Petit Chaperon rouge, elle est une nymphette poursuivie par Compère le Loup, joué par Jean Renoir en tricot de corps et chapeau melon. Die Jagd nach dem Glück, jamais projeté en France, est un échec commercial en Allemagne.
Séparée de Jean Renoir en 1931, leur divorce n'est prononcé qu'en 1943. Catherine Hessling apparaît encore dans trois films parlants. Après une brève fin de carrière comme danseuse, elle abandonne toute activité artistique.
Elle se remarie le 7 février 1958 à Paris 16e avec Robert Édouard Jules Dieudonné Berkers,. Elle décède à La Celle-Saint-Cloud (Yvelines) le 28 septembre 1979.

## Filmographie
- 1924 : Catherine ou Une vie sans joie d'Albert Dieudonné et Jean Renoir : Catherine Ferrand
- 1925 : La Fille de l'eau de Jean Renoir : Gudule
- 1926 : Nana de Jean Renoir : Nana
- 1927 : La P'tite Lili d'Alberto Cavalcanti : La P'tite Lili
- 1927 : Sur un air de charleston de Jean Renoir : la danseuse
- 1927 : Yvette d'Alberto Cavalcanti : Yvette
- 1928 : La Petite Marchande d'allumettes de Jean Renoir : Karen
- 1928 : En rade d'Alberto Cavalcanti
- 1928 : Tire-au-flanc de Jean Renoir : l'institutrice
- 1930 : Le Petit Chaperon rouge d'Alberto Cavalcanti : le petit chaperon rouge
- 1930 : Vous verrez la semaine prochaine d'Alberto Cavalcanti (court métrage)
- 1930 : Die Jagd nach dem Glück de Rochus Gliese, Carl Koch et Lotte Reiniger : Catherine
- 1933 : Du haut en bas de Georg Wilhelm Pabst : la fille amoureuse
- 1934 : Coralie et Compagnie d'Alberto Cavalcanti : Liane
- 1935 : Crime et châtiment de Pierre Chenal : Élisabeth

### Au cinéma
- Renoir, film de Gilles Bourdos sorti en 2013, avec Michel Bouquet (Auguste Renoir), Christa Theret (Andrée Heuschling) et Vincent Rottiers (Jean Renoir)